# Бухово (Витебская область)
Бухово — деревня в Россонском районе Витебской области Беларуси. Относится к Краснопольскому сельсовету, ранее входила в Заборский сельсовет, упразднённый в 2004 году.

## География
Бухово располагается на берегах реки Дрисса, притока Западной Двины, неподалёку от озера Буза. С районным центром деревню связывает автобусный маршрут.